# Vodovod Řečice
Vodovod Řečice je dobrovolný svazek obcí v okresu Jindřichův Hradec, jeho sídlem jsou Dačice a jeho cílem je výroba a dodávka pitné vody, odvádění a čištění odpadních vod. Sdružuje celkem 2 obce a byl založen v roce 1995.

## Obce sdružené v mikroregionu
- Dačice
- Volfířov